# Aeroportul Muara Bungo
Aeroportul Muara Bungo (IATA: BUU, ICAO: WIPI) este un aeroport din Bungo⁠(d), Jambi⁠(d), Indonezia ce deservește zona Pasar Muara Bungo⁠(d).
aeroportul dispune de o singură pistă.